# William Tepper
William Tepper (New York-Bronx, 1948 – 2017. október 4.) amerikai színész, forgatókönyvíró és filmproducer.

## Filmográfia

### Film

#### Író és producer
| Év   | Magyar cím  | Eredeti cím                   | Feladatkör | Feladatkör |
| Év   | Magyar cím  | Eredeti cím                   | Író        | Producer   |
| ---- | ----------- | ----------------------------- | ---------- | ---------- |
| 1980 | Dobogó szív | Heart Beat                    | Nem        | Vezető     |
| 1982 | Az igazi nő | Miss Right                    | Igen       | Nem        |
| 2006 | Süthetjük   | Grilled                       | Igen       | Igen       |
| 2011 |             | Barry's Last Shot (rövidfilm) | Igen       | Igen       |

#### Színész
| Év   | Magyar cím                  | Eredeti cím                   | Szerep          | Magyar hang   |
| ---- | --------------------------- | ----------------------------- | --------------- | ------------- |
| 1971 | Hajts, mondta               | Drive, He Said                | Hector          | Hevér Gábor   |
| 1982 | Az igazi nő                 | Miss Right                    | Terry Bartell   | Dózsa László  |
| 1983 | Kifulladásig Los Angelesben | Breathless                    | Paul            | Kassai Károly |
| 1984 | Legénybúcsú                 | Bachelor Party                | Dr. Stan Gassko | Márton András |
| 1984 | Legénybúcsú                 | Bachelor Party                | Dr. Stan Gassko | Csankó Zoltán |
| 2011 |                             | Barry's Last Shot (rövidfilm) | Barry           |               |

### Televízió
| Év   | Cím          | Szerep     | Megjegyzések                               |
| ---- | ------------ | ---------- | ------------------------------------------ |
| 1972 | Call Her Mom | Roscoe     | tévéfilm                                   |
| 1973 | Ironside     | Johnny     | 1 epizód                                   |
| 1974 | Kojak        | Santangelo | - 1 epizód - magyar hangja: - Schnell Ádám |